# 哈特斯利-史密斯角
哈特斯利-史密斯角（英語：Cape Hattersley-Smith），是南極洲的海岬，位於帕爾默地的巴萊克海岸，處於諾爾斯角西南面9公里的孔多爾半島東南端，在1940年12月30日由美國探險隊拍攝空中照片，現時由南極條約體系管理。